# Una noche sin mañana
Una noche sin mañana é uma telenovela mexicana, produzida pela Televisa e exibida em 1961 pelo Telesistema Mexicano.

## Elenco
- Roberto Araya
- Héctor Gómez
- Héctor Godoy
- María Teresa Rivas
- Carmen Salas
- Delia Magaña
- Pilar Sen